# サン＝モール＝デ＝フォッセ
サン＝モール＝デ＝フォッセ（フランス語:Saint-Maur-des-Fossés）は、フランスのヴァル＝ド＝マルヌ県のコミューン。パリの中心から約11kmの郊外に位置し、マルヌ川の湾曲部に囲まれている。
カタカナでは、サンモール＝デ＝フォッセ、サン＝モール＝レ＝フォッセ、サンモール＝レ＝フォッセなどと表記される。

## 姉妹都市
- ラ・ルヴィエール、ベルギー
- ジガンショール、セネガル
- リミニ、イタリア
- ハーメルン、ドイツ
- ボグナー・リージス、イギリス
- レイリア、ポルトガル
- プフォルツハイム、ドイツ

## 出身の著名人
- ジェルメーヌ・タイユフェール：作曲家。フランス6人組の一人。
- リュシアン・ローラン：サッカー選手。FIFAワールドカップで最初の得点を挙げた。
- レイモン・ラディゲ：作家、詩人。代表作は『肉体の悪魔』など。
- ヴァネッサ・パラディ：歌手、女優。
- ベルナール・ミシュラン：チェリスト。
- ユベール・ジロー：化学者
- ファビエン・ジロイ：レーシングドライバー

## ギャラリー

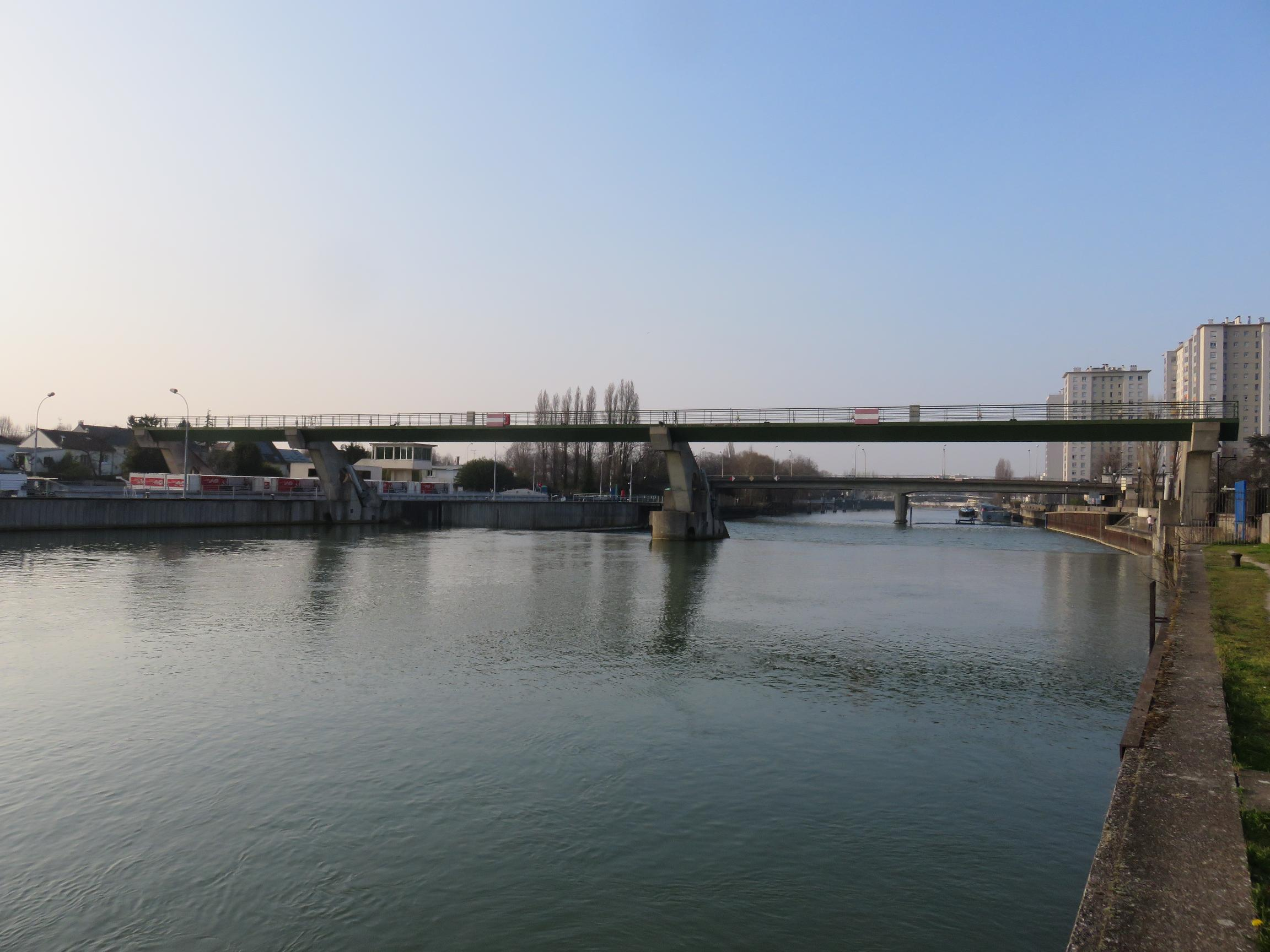
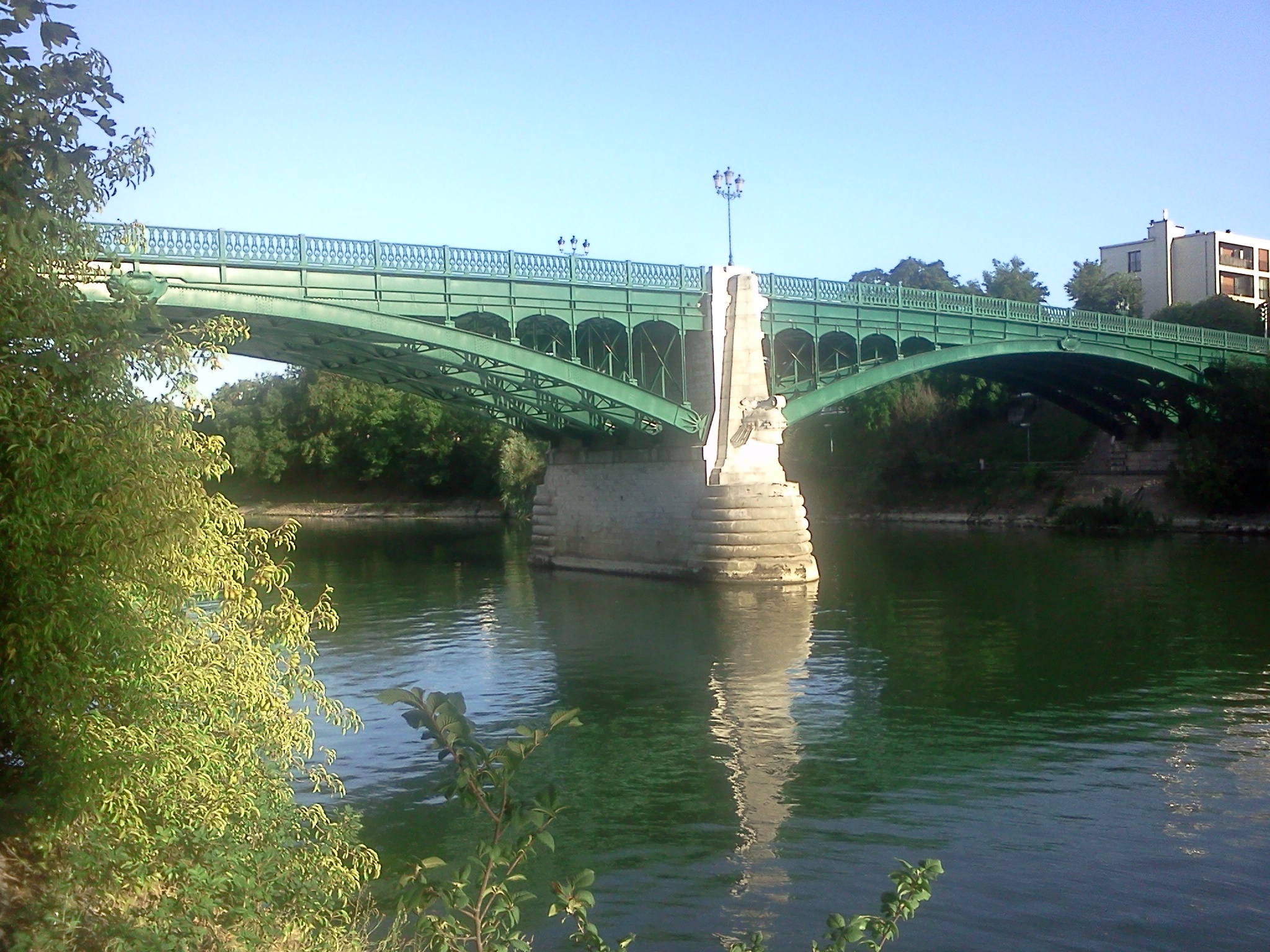
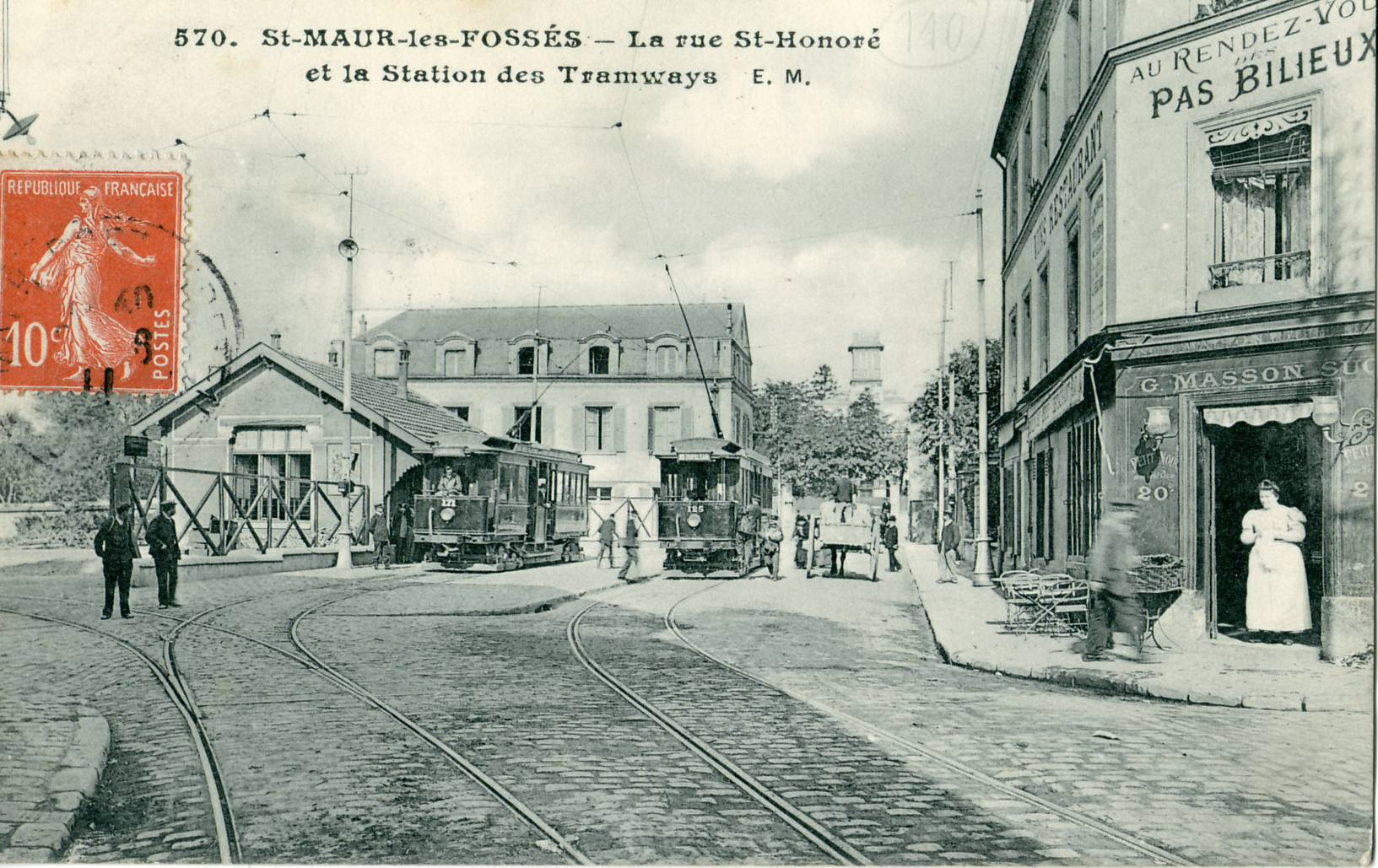
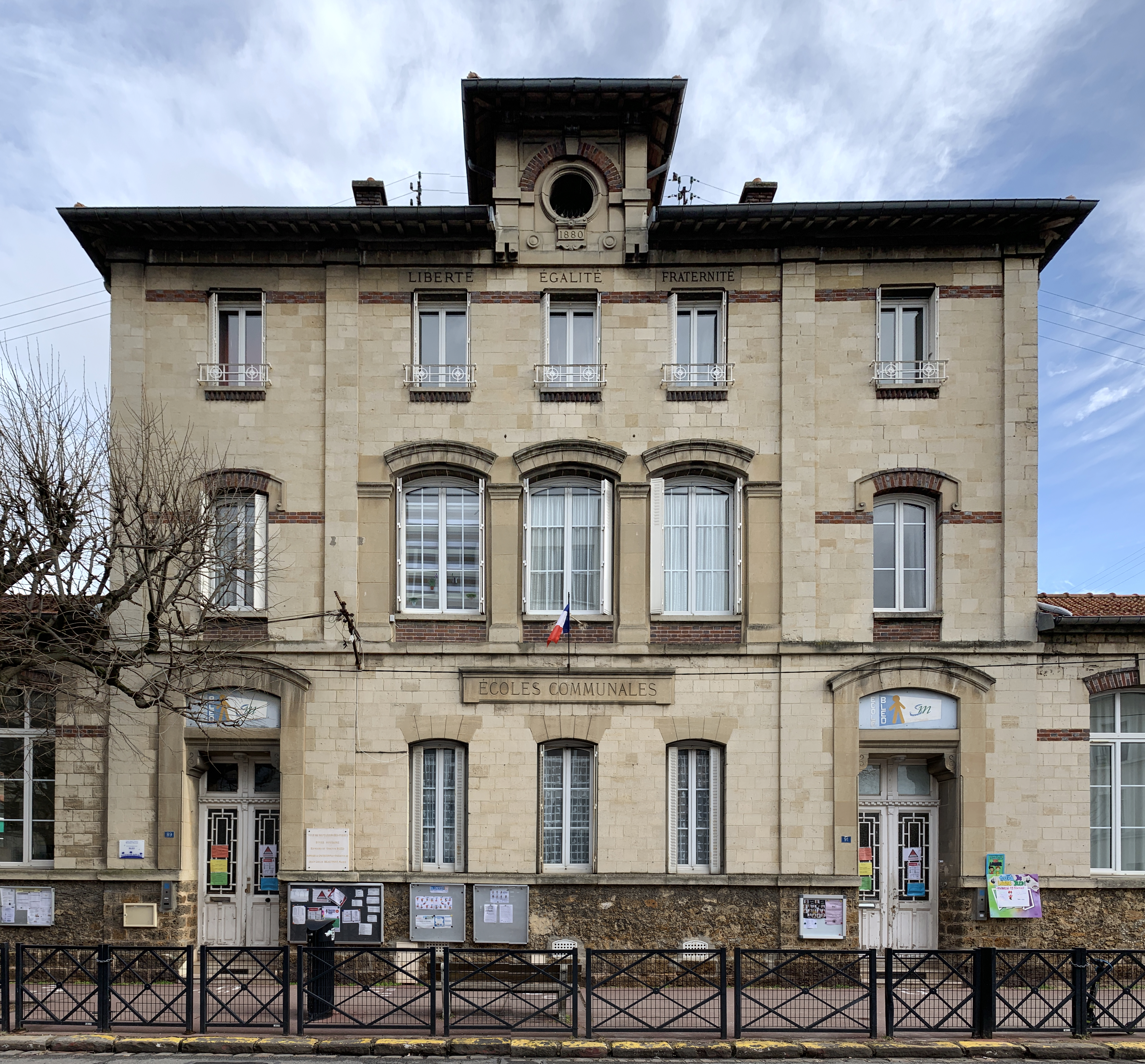
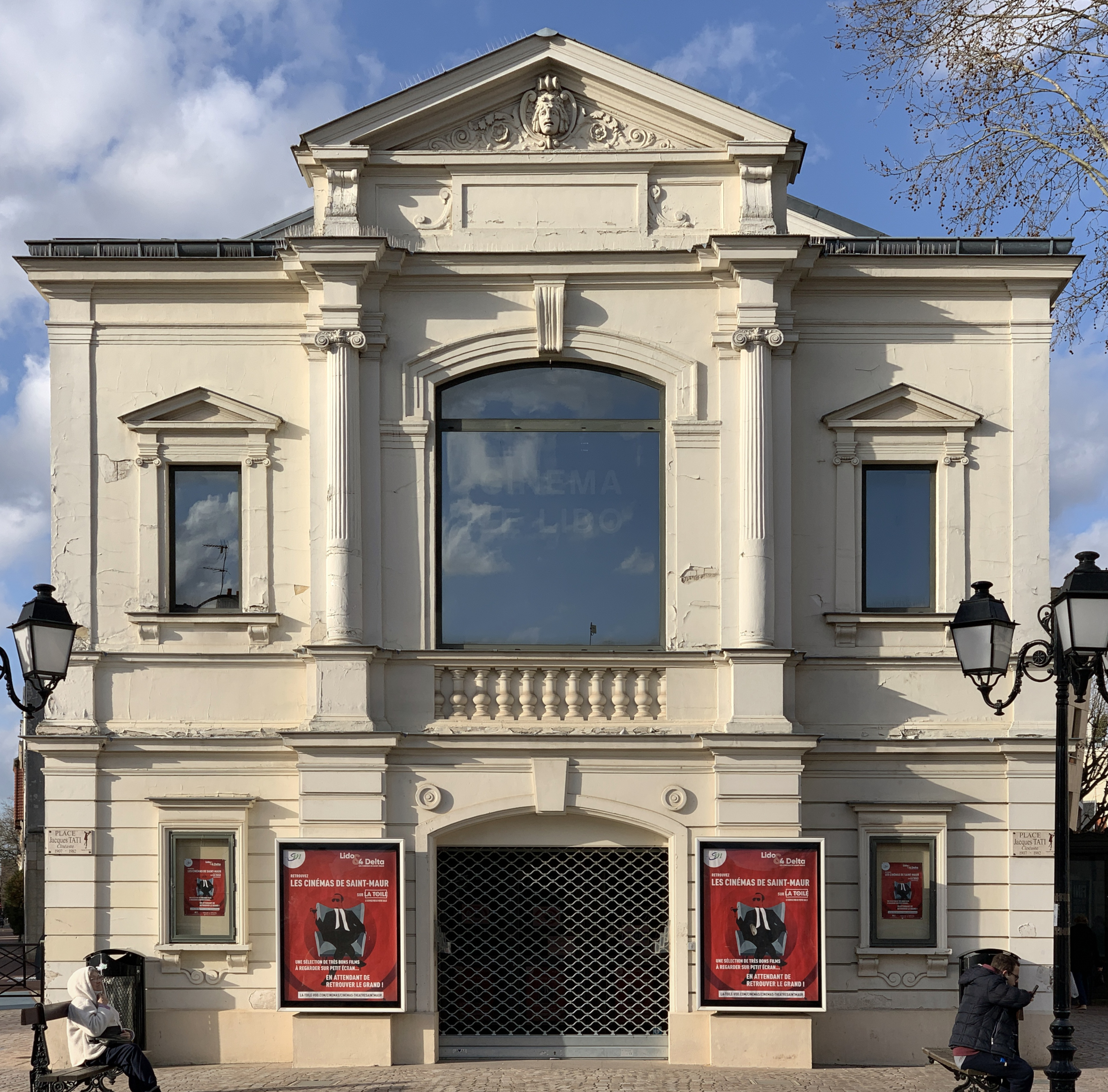
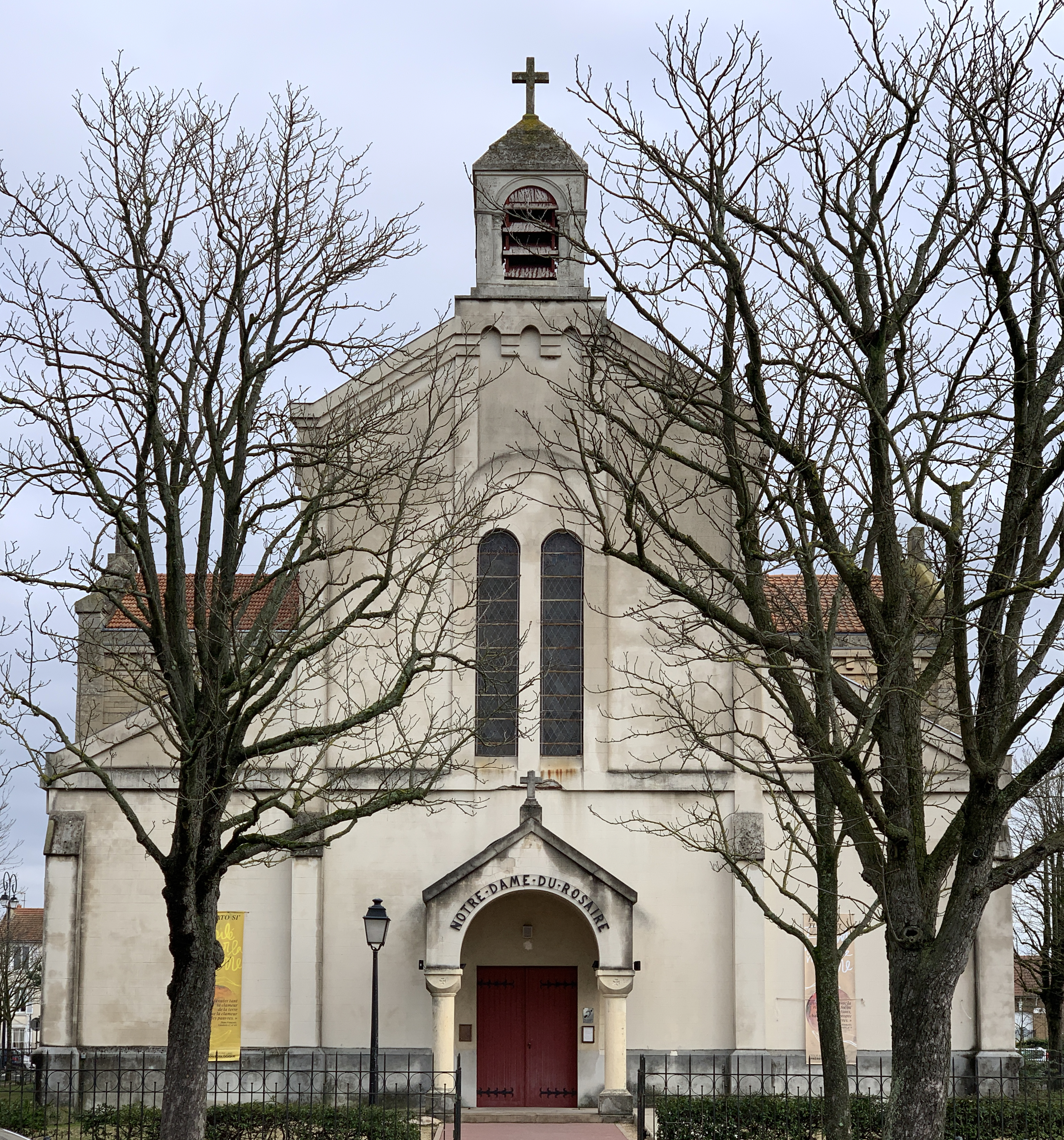